# Alinin sen
Alinin sen je německý rodinný film roku 1995 natočený režisérem Joem Johnstnem.

## Obsah
Alina má jeden velký sen – chce koně. Spolu s matkou žije na koňské farmě, ale bohužel žádný kůň není jen její. Jednoho dne se na statku objeví bohatá rodina, která chce ustájit koně jejich dcery Silverada. A přesně takového by si Alina přála. Ovšem stáje zasáhne požár, a do té doby mírumilovný kůň začne být nebezpečný. Až Alině se nakonec podaří ho zkrotit a splnit si svůj sen.

## hrají
- Marett Katalin Klahn : Alina
- Jana Flötotto : Jennifer
- Tim Kristopher Hausmann : Patrick
- Andrea Kutsch : Zaříkávač koní Andrea Kutsch
- Jeannine Burch : Stefanie Delius
- Matthias Bullach : Ludger von Heeren
- Isabella Grote : Claire Terjung
- Neithardt Riedel : Klaus Lüttkenhues
- Jan Hendrik Heinzmann : Joris
- Katrin Oesteroth : Nicole
- Jan Ellerbracke : Mücke (Komár)
- Nico Hollenbeck : Floh (Blecha)
- Patrick Möller : Lukas

## ostatní země
- Francie: Un amour de cheval; TV France: 31. Oktober 2007[2]
- Rusko: Мечта Алины[3]
- Slovensko: Alinin sen
- Maďarsko: Alina álma[4]